# 패르누 린나메스콘드
패르누 린나메스콘드(에스토니아어: Paide Linnameeskond)는 패르누를 연고로 하던 에스토니아의 축구 클럽이다. 이 클럽은 2010년 패르누를 연고로 하던 축구 클럽인 바프루스(Vaprus), 패르누 JK(Pärnu JK), 패르누 칼레브(Pärnu Kalev)를 합병하면서 설립되었으며 2017년에 해체되었다.